# دهستان لیوان
لیوان، دهستانی است از توابع بخش نوکنده شهرستان بندر گز در استان گلستان ایران.

## جمعیت
براساس سرشماری سال ۱۳۸۵ جمعیت آن ۵٬۴۱۸ نفر (۱٬۴۸۹ خانوار) بوده‌است.